# Чимина (Сицилия)
Вижте пояснителната страница за други значения на Чимина.
Чимѝна (на италиански и на сицилиански Ciminna) е малко градче и община в Южна Италия, провинция Палермо, автономен регион и остров Сицилия. Разположено е на 530 m надморска височина. Населението на общината е 3867 души (към 2010 г.).